# Chris Hodge
Chris Hodge is een Britse zanger en songwriter.

## Carrière
Chris Hodge tekende een contract bij Apple Records en bracht de UFO-gerelateerde single We're On Our Way / Supersoul (juni 1972) uit. Deze single plaatste zich niet in de Britse hitlijst, maar in de Verenigde Staten bereikte deze de 44e plaats in de Billboard Hot 100. Zijn daaropvolgende single Goodbye Sweet Lorraine / Contact Love (januari 1973) werd niet uitgebracht in de Britse hitlijst en was ook geen hit in de Verenigde Staten.
Daarna nam hij de twee singles My Linda / Get Your Rocks Off Baby (september 1973) en Beautiful Love / Sweet Lady From The Sky (maart 1974) op voor RCA Records en de single I Love You / Old James Dean (november 1974), die werd uitgebracht door DJM Records.